# Yuki Uchiyama
Yuki Uchiyama (født 7. maj 1995) er en japansk fodboldspiller, som spiller for den japanske fodboldklub Gainare Tottori.